# Lotus 24
Lotus 24 – samochód wyścigowy, zaprojektowany w 1962 roku przez Colina Chapmana i skonstruowany przez Team Lotus.

## Historia
Lotus 24 został zbudowany wokół kratownicy przestrzennej, która była także stosowana w pierwszych samochodach marki wyposażonych w silnik umieszczony przed osią tylną. W porównaniu do Lotusa 21 model 24 miał nieco dłuższy rozstaw osi, a także większy zbiornik paliwa, co było związane z tym, że stosowane w modelu silniki V8 zużywały dużo paliwa. Zastosowano skrzynię biegów ZF, która była znacznie trwalsza od skrzyń biegów konstrukcji Lotusa. Niezależne zawieszenie było konwencjonalne. Z przodu i z tyłu znajdowały się tarcze hamulcowe. Karoseria została wykonana z włókna szklanego.
Lotus 24 był udostępniany głównie zespołom prywatnym, jako że Colin Chapman nie chciał zgodzić się na udostępnianie im rewolucyjnego Lotusa 25, w którym zamiast kratownicy przestrzennej zastosowano aluminiowe monocoque. Zbudowano 12 egzemplarzy, z czego siedem było wyposażonych w silniki Coventry Climax, a pięć w jednostki BRM. Reg Parnell zmontował później trzy kolejne egzemplarze z dostępnych części.
Samochód początkowo odnosił dobre wyniki. Trevor Taylor był drugi w inaugurującym sezon 1962 Grand Prix Holandii. Innes Ireland i Jack Brabham również kilkakrotnie zdobyli punkty. W sezonie 1963 trzy punkty modelem 24 zdobył Jim Hall z zespołu BRP. Lotusy 24 rywalizowały do 1965 roku.